# Генрік Руммель
Генрік Руммель  (англ. Henrik Rummel, 26 вересня 1987) — американський веслувальник, олімпієць.

## Виступи на Олімпіадах
| Олімпіада   | Дисципліна                       | Місце |
| ----------- | -------------------------------- | ----- |
| Лондон 2012 | четвірка розпашна без стернового | 3     |

## Зовнішні посилання
- Досьє на sport.references.com [Архівовано 18 грудня 2012 у Wayback Machine.]

1. ↑  Henrik Rummel